# Daewoo Automobile România S.A.
Daewoo a fost o companie româno-sud-coreană care a înlocuit compania Oltcit. A fost fondată în 1994 ca Rodae și cumpărată de Ford în 2008. La acel moment din grup s-a desprins și compania de electronice Daewoo Electronics.

## Modele
- Daewoo Damas
- Daewoo Tico
- Daewoo Matiz
- Daewoo Nexia
- Daewoo Cielo
- Daewoo Cielo EXECUTIVE
- Daewoo Nubira sedan și break
- Daewoo Nubira II sedan și break
- Daewoo Espero
- Daewoo Leganza
- Daewoo Tacuma